# (37815) 1998 BK1
1998 BK1 (asteroide 37815) é um asteroide da cintura principal. Possui uma excentricidade de 0.14556730 e uma inclinação de 3.35944º.
Este asteroide foi descoberto no dia 19 de janeiro de 1998 por Takao Kobayashi em Oizumi.